# 英格兰银行
英格兰银行（香港稱英倫銀行）是英國的中央銀行，成立於1694年，負責制定貨幣政策、監管金融機構及處理政府債券。
英倫銀行初時以私營法團模式運作，由商人或公眾人士作股東，而在1931年起則遵從財政部的政策指示。直至1946年，英國政府才正式將該銀行收歸國有。1997年，英倫銀行獲賦予制定貨幣政策的自主權以維持物價穩定，並獨立於政府運作。在21世紀，英倫銀行亦開始肩負維持及監督英國金融體系的穩定性。
银行总部自1734年起一直设置在伦敦市的针线街，因此被人戏称为「針線街的老管家婆」。
除了負責英國的貨幣供給及在英格蘭及威爾斯印發鈔票，銀行亦會為商業銀行的銀行儲備提供存款服務，以保證資金流動性及在緊急情況下成為最後貸款人。英倫銀行亦為英國政府提供批發銀行業務，代理政府管理其黃金儲備及外匯儲備。
現任英格兰银行行长是安德魯·貝利，於2020年3月16日就任至今。

## 歷史

### 成立
英國在中世紀後已成為歐洲的一個強國，17世紀末曾聯同多國在大同盟戰爭中擊敗當時如日中天的法蘭西帝國，但是發生於1690年的比奇角海戰中，法國海軍壓倒性地打敗了英荷聯合艦隊，這便促成英國為了重新成為世界強權而加強建設當時萎靡不振的英國海軍。
當時的英國海軍沒有國家資金援助，難以推動海軍的建設。國王威廉三世政府的信用度也不足，海軍部難以在社會上借入£1,200,000（年利率8%）的所需經費。為了使有意投資者資助英國海軍的建設，威廉·佩特森倡議設立英格蘭銀行，並對民間發行股份，最終在1694年英國國會通過《英格蘭銀行法令》，成立英格蘭銀行公司。政府給予該公司控制政府收支的權利，頒布皇家特許使英格蘭銀行成為英國唯一有權印刷及發行法定貨幣英鎊權利的機構。最終，英格蘭銀行在12天內成功集資£1,200,000，近一半成為英國海軍建設的經費。
其間接的效果，就是推動了各行各業的發展。例如刺激了煉鐵業以製造軍艦必須的鐵釘，以及推動農業的發展以支持海軍人員的增加和補給，從此慢慢改變了英國的經濟體系，更使英國的海軍日益強盛，開啟了18-19世紀英國海軍成為世界海軍強國的時代。
英倫銀行的倡議者為第一代哈利法克斯伯爵查尔斯·孟塔古，他於1694年提出了此項想法，並付諸實行。他提議向當時的政府借出£1,200,000，而政府則讓這班投資人組成英格蘭銀行公司及理事會（The Governor and Company of the Bank of England），並享有一定的特權。因此，英國政府便授權英國國會頒佈英國君主簽發的皇家特許狀，名為《英格蘭銀行法令1694》。英格蘭銀行正式成立，由 Sir John Houblon 為第一任首長。他的頭像在被印刷在1994年版本的£50紙幣上，以表揚他帶領新成立的銀行的功績。有關的特許狀也曾在1742年、1764年和1781年作出過修定。

### 18世紀
英國政府債券於18世紀開始發行，由英格蘭銀行管理。在1781年的營業執照更新中，有“銀行必須有足夠的黃金來支付發行的貨幣”的許可條件，但在第二次反法同盟和法國大革命期間，菲什加德之战等戰役卻使黃金儲備無法承受，1797年2月26日，政府頒布了1797年銀行監管法，禁止從銀行取出黃金。這一規定一直持續到1821年。

### 19世紀
從1800年8月到1816年8月的十六年中，英格蘭銀行每年平均貼息60萬英鎊以節省金本位制下的黃金儲備，羅斯柴爾德家族出現並參與了外國債券的發行和英格蘭銀行的儲備。Alfred de Rothschild在白銀價格下跌期間擔任董事會成員以應對19世紀末的長期蕭條。

### 20世紀
英國維持金本位制直到1931年，英國財政部管理其黃金儲備。此後，英格蘭銀行接管了黃金儲備的管理。
從1920年到1944年，當蒙塔古·諾曼擔任行長時，英格蘭銀行從商業銀行業務轉為中央銀行。工黨政府通過1946年英格蘭銀行法案將英格蘭銀行國有化。
在1992年9月16日的黑色星期三，英格蘭銀行被著名的投機家喬治·索羅斯通過做空100億以上的英鎊和槓桿，使英倫銀行被逼放棄堅守英鎊匯率和退出歐洲匯率機制並且讓英鎊大幅貶值，被人們封為「讓英格蘭銀行破產的男人」。
在1997年5月6日，新上任的財政大臣白高敦宣布將會讓英倫銀行獨立於政府運作，並授權該行制定全国的货币政策。按照《1998年英格蘭銀行法令》，貨幣政策委員會將享有自主權釐定利率，並有義務將通脹率保持在政府所設的2%目標水平（可浮動範圍為±1%）；否則，英倫銀行行長需要致函財政大臣，解釋無法達標的原因和講述如何令通脹率重新回落至目標水平。财政部则保留了在极端情况下接管或指示英倫銀行的權限，但該行行動必须在接管后28天内获得国会的同意。

## 組織

### 行長
英倫銀行行長（英語：Governor of the Bank of England）是該銀行的政總裁，亦是是貨幣政策委員會 (英國)主席。行長的任期為5年，無連任限制。行長人選是按照財政大臣提名，並在獲首相批准後由英國君主任命。
以下是自1997年英倫銀行獨立於政府運作期間，歷任行長的節錄列表：
| 姓名        | 任期                           | 備註                                       | 資料來源 |
| ----------- | ------------------------------ | ------------------------------------------ | -------- |
| 愛德華·佐治 | 1993年7月1日 － 2003年6月30日  |                                            | [ 15 ]   |
| 金默文      | 2003年7月1日 － 2013年6月30日  |                                            | [ 16 ]   |
| 馬克·卡尼   | 2013年7月1日 － 2020年3月15日  | 加拿大人，为英格兰央行史上的第一位外籍行长 | [ 17 ]   |
| 安德魯·貝利 | 2020年3月16日 － 2028年3月15日 | 現任行長                                   | [ 18 ]   |

### 董事會
董事會（英語：Court of Directors）負責制定英倫銀行的策略和預算，並就關鍵資源和人事任命作決定。每年，董事會須舉行至少7次會議。
其成員包括：5名執行董事（行長及4名副行長，各自負責監督銀行工作的不同領域）以及最多9名非執行董事，而其中一名非執行董事會獲財政大臣委任為董事會主席。所有成員均在財政大臣建議下，由英國君主任命；各個副行長的任期為5年，而非執行董事任期最長為四年。

### 政策及監管委員會
- 貨幣政策委員會
- 金融政策委員會（英语：Financial Policy Committee）
- 審慎監管委員會（英語：Prudential Regulation Committee）
- 金融市場基礎建設委員會（英語：Financial Market Infrastructure Committee）

## 利率政策
英格蘭銀行每年召開8次議息會議，並在隨後的新聞發佈會上公佈當日的利率決議，決議公佈時間通常為週四晚間，歐洲夏令時對應台北時間19:00，歐洲冬令時則對應延後1小時。例如，2024年5月9日晚間，英格蘭銀行公布最新利率決議， 連續第六次維持基準利率在5.25%不變，這是16年來最高水準。

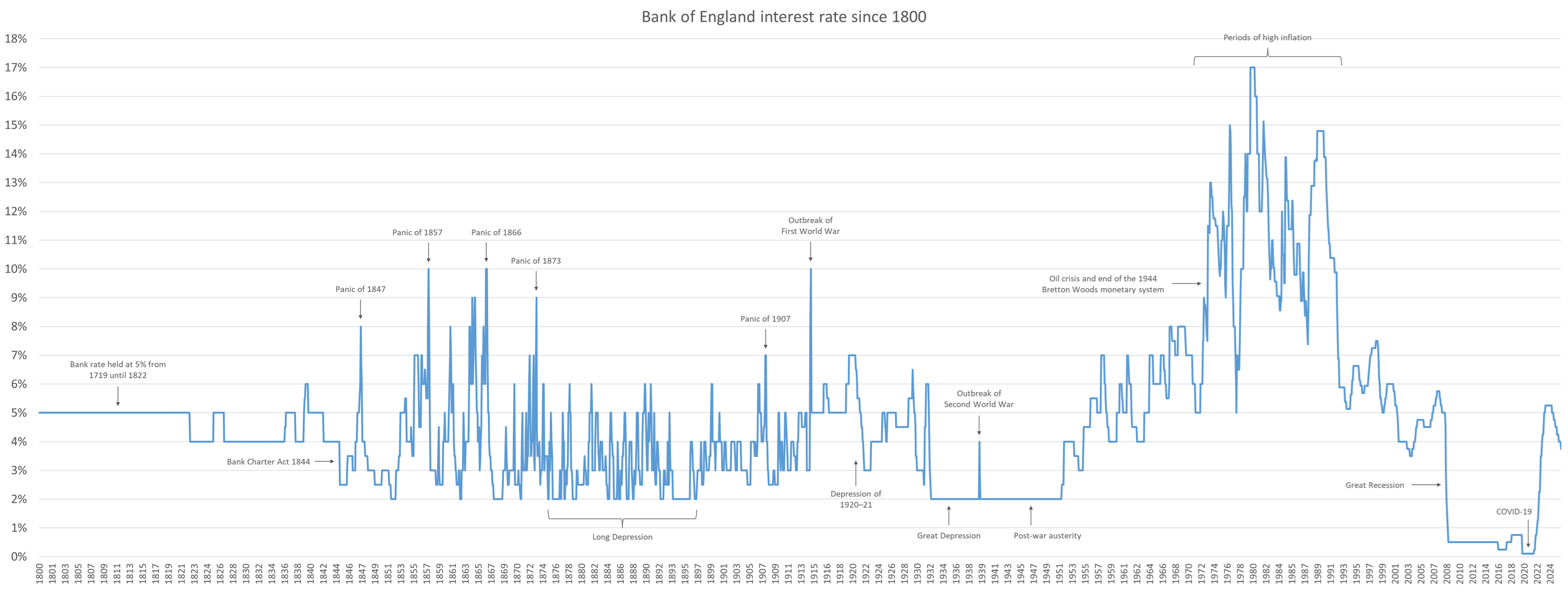
1800年至2023年之間的英國利率

## 延伸阅读
- Brady, Robert A. . University of California Press. 1950., on nationalisation 1945–50, pp 43–76
- Capie, Forrest. The Bank of England: 1950s to 1979 (Cambridge University Press, 2010). xxviii + 890 pp. ISBN 978-0-521-19282-8 excerpt and text search （页面存档备份，存于）
- Clapham, J. H. Bank of England (2 vol 1944) for 1694–1914
- Fforde, John. The Role of the Bank of England, 1941–1958 (1992) excerpt and text search （页面存档备份，存于）
- Francis, John. History of the Bank of England: Its Times and Traditions excerpt and text search （页面存档备份，存于）
- Hennessy, Elizabeth. A Domestic History of the Bank of England, 1930–1960 (2008) excerpt and text search （页面存档备份，存于）
- Kynaston, David. 2017. Till Time’s Last Sand: A History of the Bank of England, 1694-2013. Bloomsbury.
- Roberts, Richard, and David Kynaston. The Bank of England: Money, Power and Influence 1694–1994 (1995)
- Sayers, R. S. The Bank of England, 1891–1944 (1986) excerpt and text search （页面存档备份，存于）
- Schuster, F. The Bank of England and the State
- Wood, John H. A History of Central Banking in Great Britain and the United States (Cambridge University Press, 2005)